# Gare de Bons-en-Chablais
La gare de Bons-en-Chablais est une gare ferroviaire française de la ligne de Longeray-Léaz au Bouveret, située à Saint-Didier, quartier de la commune de Bons-en-Chablais, dans le département de la Haute-Savoie, en région Auvergne-Rhône-Alpes.
C'est une gare de la Société nationale des chemins de fer français (SNCF), desservie par les trains de la ligne L1 du RER transfrontalier Léman Express et des trains régionaux du réseau TER Auvergne-Rhône-Alpes.

## Situation ferroviaire
Établie à 549 mètres d'altitude, la gare de Bons-en-Chablais est située au point kilométrique (PK) 186,603 de la ligne de Longeray-Léaz au Bouveret, entre les gares de Machilly et de Perrignier.
En gare, une voie d'évitement double la voie unique de la ligne.

## Histoire
L'inauguration de la gare a lieu le 30 août 1880, à l'occasion de l'ouverture de la section entre Collonges-sous-Salève et Thonon-les-Bains.
En 2016, la fréquentation de la gare est de 101 779 voyageurs.
Le bâtiment voyageurs est fermé depuis le 1er novembre 2017.

## Service des voyageurs

### Accueil
Gare SNCF, elle dispose d'un bâtiment voyageurs, avec guichet, ouvert du lundi au samedi et fermé les dimanches et jours fériés. Elle est équipée d'automates pour l'achat de titres de transport.

### Desserte

#### Historique de la desserte
- Le 29 septembre 1996, création d'un train quotidien Évian-les-Bains - Valence via Annecy, Chambéry-Challes-les-Eaux et Grenoble (et retour).
- Le 20 novembre 2006, mise en service des rames automotrices à deux niveaux de la série Z 23500 de la SNCF entre Genève-Eaux-Vives et Évian-les-Bains.
- Le 8 décembre 2007, dernier jour de circulation du train quotidien Évian-les-Bains - Valence-Ville (et retour).
- Le 9 décembre 2007, mise en service de la première phase de l'horaire cadencé sur l'ensemble du réseau TER Rhône-Alpes et donc pour l'ensemble des circulations ferroviaires régionales.
- Le 27 novembre 2011, dernier jour de la circulation Genève-Eaux-Vives et Évian-les-Bains pour cause de fermeture provisoire de la gare des Eaux-Vives en vue du projet de la ligne CEVA
- Le 15 décembre 2019, La relation Évian-les-Bains ↔ Lyon Part-Dieu (via Thonon-les-Bains, Annemasse, Bellegarde, Culoz, Ambérieu-en-Bugey) est limitée au tronçon Évian-les-Bains ↔ Bellegarde[5].
- Le 15 décembre 2019, mise en service des rames automotrices Léman Express entre Coppet et Évian-les-Bains (via Genève-Cornavin, Annemasse et Thonon-les-Bains).

#### Desserte actuelle
La gare de Bons-en-Chablais est desservie:
- par la ligne L1 du Léman Express sur la relation Coppet ↔ Évian-les-Bains via  Genève-Cornavin, Annemasse et Thonon-les-Bains[6];
- par des TER Auvergne-Rhône-Alpes sur la relation Bellegarde ↔ Évian-les-Bains via Annemasse et Thonon-les-Bains.

### Intermodalité
Un parc pour les vélos et un parking sont aménagés à ses abords. Les lignes interurbaines 141, 142 et 143 du réseau Star't desservent la gare.

## Galerie de photographies

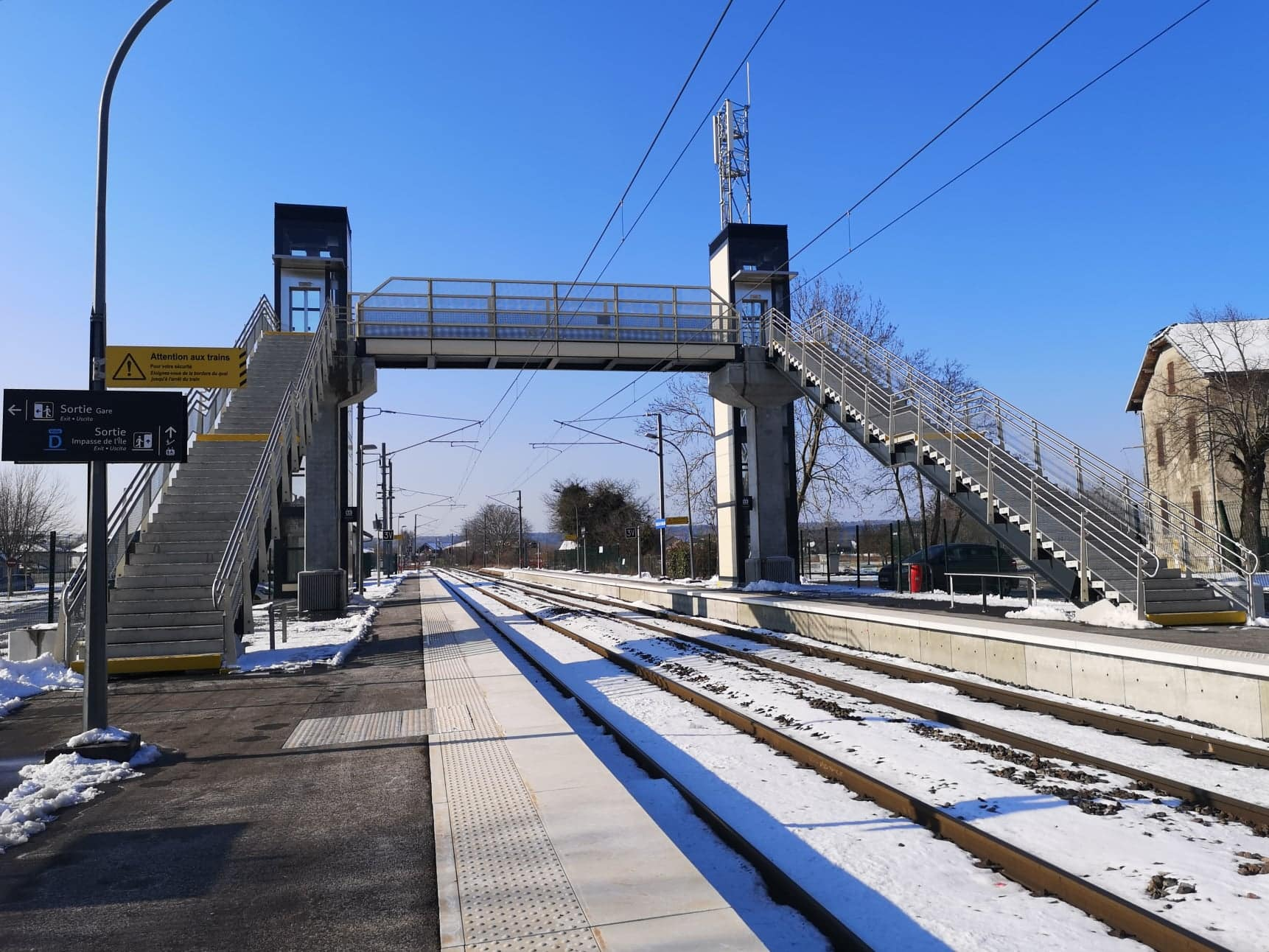
Voies et quais en hiver.
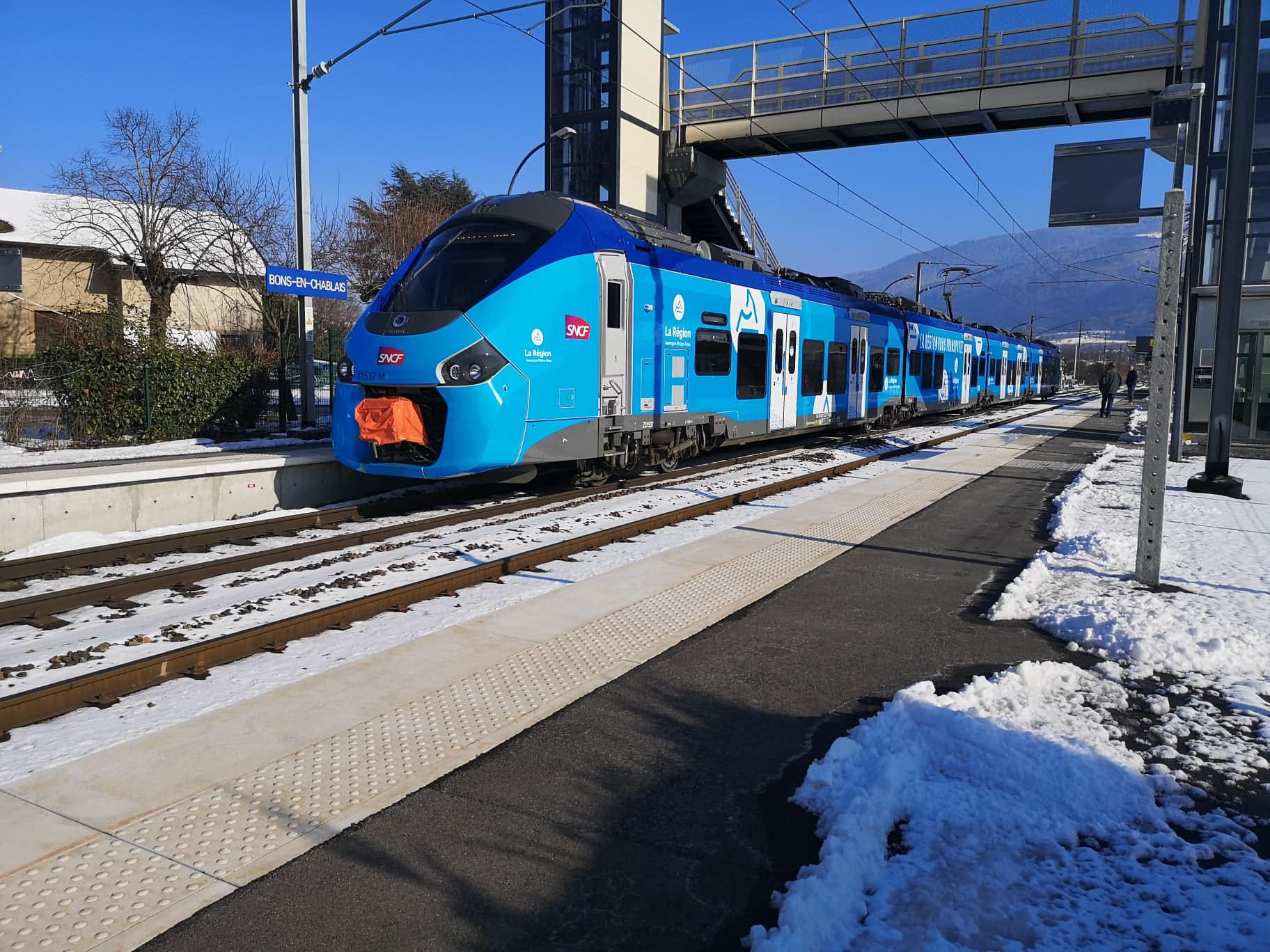
Un Z31500 en livrée TER Auvergne-Rhône-Alpes assurant la relation Évian - Bellegarde.
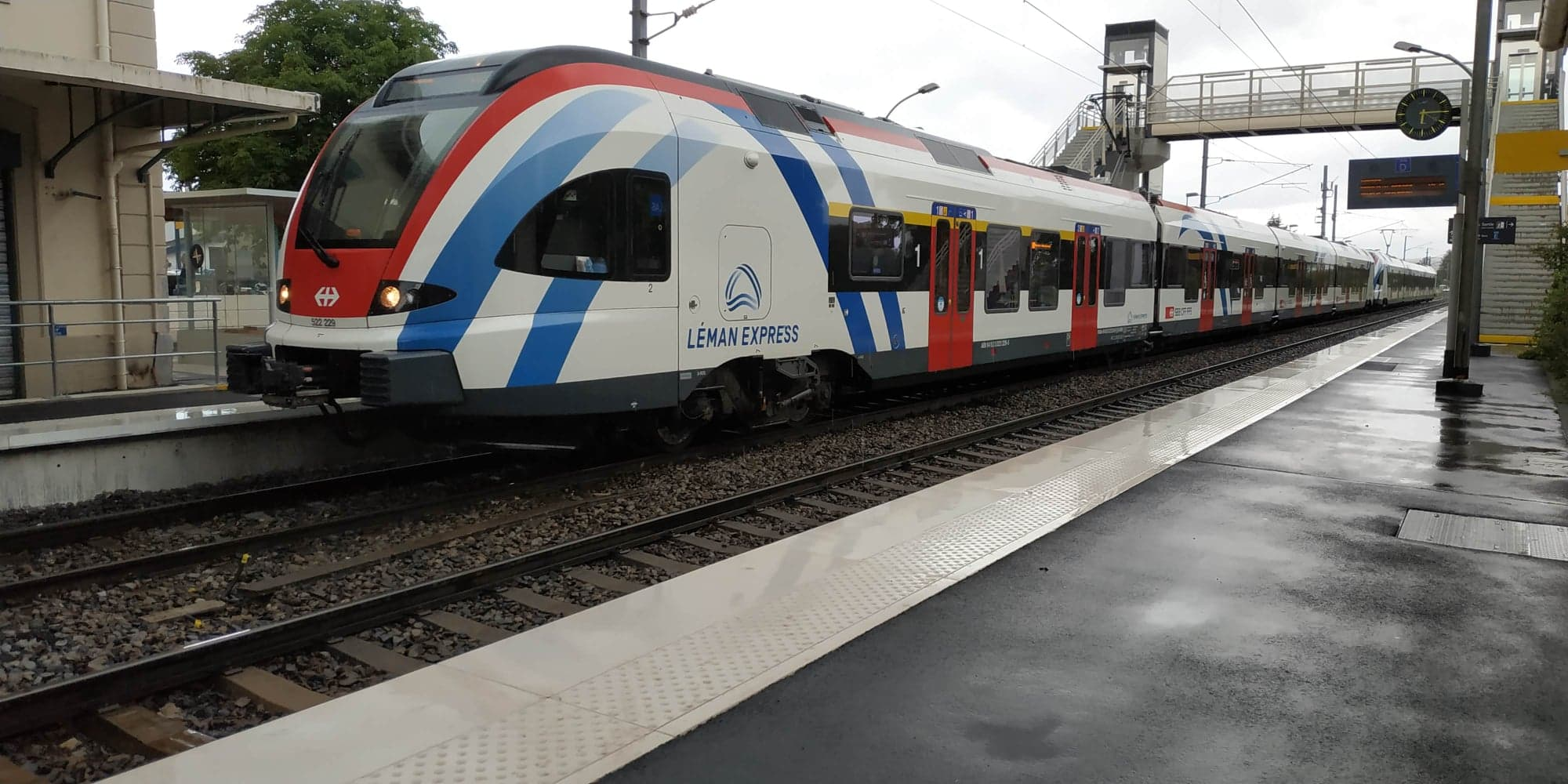
La gare de Bons-en-Chablais est desservie par la ligne L1 du Léman Express.

## Projet
À plus long terme, après la mise en service de CEVA, la réouverture de la ligne du Tonkin entre Évian-les-Bains et Saint-Gingolph (frontière franco-suisse) pourrait permettre la création de liaisons plus efficaces entre le bassin genevois et le canton du Valais, via la rive sud du Léman. Ce projet de réouverture est à l'étude par RFF et la région Auvergne-Rhône-Alpes jusqu'en décembre 2024. La phase opérationnelle, avec le début des travaux, devrait avoir lieu en 2024-2025.